# سباي كرافت (مسلسل)
سباي كرافت Spycraft هو مسلسل وثائقي أمريكي انطلق عام 2021 من إنتاج شبكة نيتفليكس. تعرض كل حلقة تفاصيل طريقة مختلفة تستخدمها الدول في عملية التجسس من حقبة الحرب العالمية الأولى حتى يومنا الحاضر، والتي تظهر من خلال مقابلات الخبراء ولقطات أرشيفية.  تم إصدار المسلسل في 20 يناير 2021. في 8 حلقات

## الحلقات
| # | العنوان                                      | ترجمو العنوان                       | التفاصيل | تاريخ عرض     |
| - | -------------------------------------------- | ----------------------------------- | --- | ------------- |
| 1 | High-Tech Surveillance and an Eye in the Sky | تقنية عالية للمراقبة وعين في السماء | في لعبة التجسس، يتطلب الاستماع والتعلم واكتساب القدرة على التنصت براعة.                                                    | 20 يناير 2021 |
| 2 | Deadly Poisons                               | السموم القاتلة                      | بالنسبة لبعض المهام السرية، يكون الاغتيال هو الهدف، ويتم نشر السموم القاتلة من قبل وكالات التجسس لقتل الأعداء المتصورين.   | 20 يناير 2021 |
| 3 | Sexspionage                                  | الجنس والاغواء                      | طالما كان هناك تجسس، فإن الجنس والوعد به كانا أدوات قوية للإقناع والابتزاز.                                                | 20 يناير 2021 |
| 4 | Art of Espionage                             |                                     | أصبحت طرق التقاط البيانات الحساسة أكثر تقدمًا حيث أصبحت الأجهزة أصغر حجمًا بشكل كبير.                                        | 20 يناير 2021 |
| 5 | Covert Communication                         | الاتصالات السرية                    | يحصل ضباط المخابرات على المعلومات التي تجمعها المصادر، من "القطرات الميتة" القديمة إلى عمليات النقل الرقمية عالية التقنية. | 20 يناير 2021 |
| 6 | Special Ops and the Saboteur                 | العمليات الخاصة                     | تتطلب العمليات الخاصة أشخاصًا ماهرين، لكن بعض أشهر المهام في التاريخ الحديث اعتمدت على تكنولوجيا النخبة.                    | 20 يناير 2021 |
| 7 | The Code Breakers                            | قواطع التعليمات البرمجية            | التشفير هو أداة رئيسية للحفاظ على سرية المعلومات القيمة، ولكن بعض العقول البارعة تمكنت من اختراق أكواد غير قابلة للاختراق. | 20 يناير 2021 |
| 8 | Recruiting the Perfect Spy                   | تجنيد الجاسوس المثالي               | تميل الدوافع التي تدفع الناس إلى التجسس ضد دولهم إلى تصنيف واحد من أربع فئات، كما تظهر الحالات سيئة السمعة.                | 20 يناير 2021 |

## الروابط الخارجية
- سباي كرافت على موقع IMDb (الإنجليزية)
- سباي كرافت على موقع روتن توميتوز (الإنجليزية)
- سباي كرافت على موقع نتفليكس (الإنجليزية)
- سباي كرافت على موقع قاعدة بيانات الفيلم (الإنجليزية)